# Barglik
Barglik (Acanthisitta chloris) – gatunek ptaka z rodziny barglików (Acanthisittidae), jedyny przedstawiciel rodzaju Acanthisitta. Występuje endemicznie w Nowej Zelandii. 

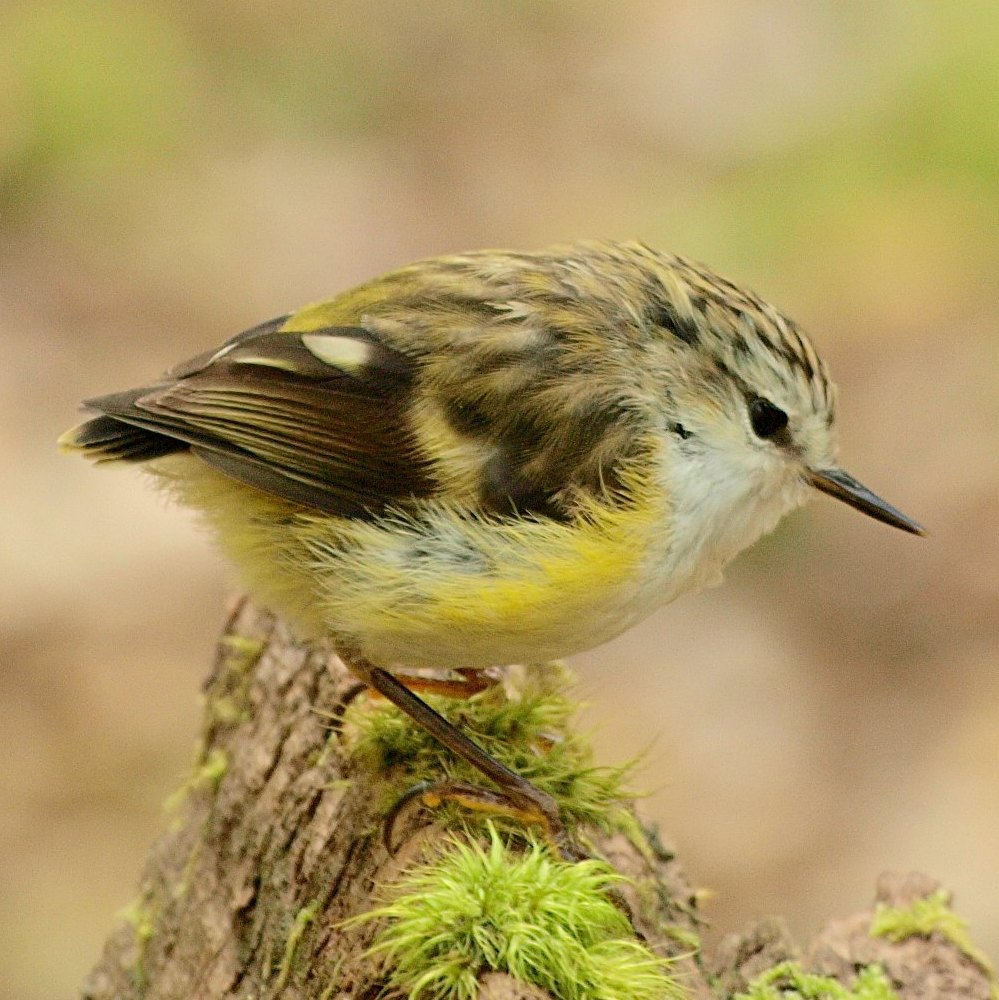
Samica

Ptak ten z wyglądu podobny jest do strzyżyka, lecz nie jest spokrewniony z rodziną strzyżyków (Troglodytidae). Długość 7–9 cm; masa ciała – samce około 6 g, samice 7 g. Samiec żyje 1,5 roku, samica około 4 miesiące mniej.

## Podgatunki
Wyróżnia się następujące podgatunki:
- Acanthisitta chloris chloris (Sparrman, 1787) – Wyspa Północna i okoliczne wysepki
- Acanthisitta chloris granti Mathews & Iredale, 1913 – Wyspa Południowa, Wyspa Stewart i okoliczne wysepki

Wyróżniany dawniej podgatunek Acanthisitta chloris citrina Gmelin, 1789, do którego zaliczano populację żyjącą w południowo-zachodniej części zasięgu gatunku, został uznany za nie do odróżnienia od podgatunku nominatywnego.

## Status
Międzynarodowa Unia Ochrony Przyrody (IUCN) uznaje barglika za gatunek najmniejszej troski (LC, least concern) nieprzerwanie od 1988 (stan w 2020). Liczebność populacji nie została oszacowana, ale ptak ten opisywany jest jako lokalnie pospolity. Trend liczebności populacji uznaje się za spadkowy.